# NGC 437
NGC 437 (również PGC 4464 lub UGC 788) – galaktyka spiralna (S0-a), znajdująca się w gwiazdozbiorze Ryb. Odkrył ją Lewis A. Swift 22 października 1886 roku.